# Joaquim Puig i Pidemunt
Joaquim Puig y Pidemunt (Osor, 1907-Barcelona, 17 de febrero de 1949) fue un político comunista de Cataluña, España.
En 1920 se trasladó a Barcelona y trabajó como camarero en El Oro del Rin y en el hotel Ritz. Desde 1936 fue responsable de la Federación Obrera de Sindicatos de la Industria Gastronómica, afiliada a la Unión General de Trabajadores (UGT), y en agosto de 1936 se afilió al Partido Socialista Unificado de Cataluña (PSUC). En 1937 fue vocal por la UGT del Consejo de Economía de Cataluña y en 1938 comisario político en el Quinto Ejército.
Al acabar la guerra civil española se exilió en Francia. Cuando la Alemania Nazi invadió Francia fue internado en un campo de concentración, pero se escapó. Entonces formó parte de la dirección del PSUC y participó en la Resistencia francesa. En 1945 regresó clandestinamente a Cataluña y se hizo cargo de la dirección de Treball, órgano de expresión clandestino del PSUC. En abril de 1947 fue detenido por las autoridades franquistas, fue condenado a muerte y fusilado el 17 de febrero de 1949, junto a Ángel Carrero Sancho, Pedro Valverde Fuentes y Numen Mestre Ferrando.
Se ha solicitado que el proceso y la muerte de Puig y Pidemunt sea incorporado a la querella argentina que la jueza argentina María Servini abrió, en 2010, amparándose en el principio de justicia universal. El 11 de diciembre de 2013, ICV registró su denuncia al consulado argentino de Barcelona con los casos de 47 represaliados del PSUC y CCOO. La denuncia incluye el testimonio de los familiares de Joaquim Puig y Pidemunt.